# Mame Khalifa Niasse
 (avril 2020).
Si vous disposez d'ouvrages ou d'articles de référence ou si vous connaissez des sites web de qualité traitant du thème abordé ici, merci de compléter l'article en donnant les références utiles à sa vérifiabilité et en les liant à la section « Notes et références ».
Mouhamed ibn Abdallah ibn Muhammad Niasse, connu sous le nom de Mame Khalifa Niasse, est né le 29 juillet 1881 à Sélik (Colonie du Sénégal), et décédé le 1er mars 1959 à Kaolack (Fédération du Mali). Il fut un éminent érudit affilié à l'école de jurisprudence malikite, ainsi qu'un poète distingué et un grand maître soufi sénégalais. Il occupa le poste de calife mystique et gnostique au sein de la confrérie Tijaniyya, succédant ainsi à El Hadji Abdoulaye Niasse dans cette fonction.

## Biographie
Mame Khalifa Niasse, tout comme son frère Cheikh Ibrahim Niasse, reçut une éducation de haute qualité sous la direction de son père, Abdoulaye Niasse. Dès son jeune âge, il se distingua par une mémoire exceptionnelle, ayant parcouru l'intégralité de la bibliothèque très fournie de son père, El Hadji Abdoulaye Niasse, la plus riche de la Sénégambie à l'époque. Sa formation couvrait divers domaines: l'exégèse, les traditions, l'orthoépie, la théologie, le mysticisme, la philosophie, le droit, la grammaire, la logique, la rhétorique, la philologie, la prosodie, l'arithmétique, la géométrie, la pharmacopée, la médecine, le tout associé à une maîtrise parfaite de la langue arabe. 
En plus de ses talents académiques, il s'essaya également au commerce dès sa jeunesse, important notamment par wagons entiers du cola et des chevaux en provenance du Soudan français. Ces marchandises, qu'il plaçait parmi ses disciples, contribuèrent largement à sa prospérité financière. Cependant, sa passion dominante demeurait la lecture, principalement d'ouvrages rares, souvent des manuscrits originaux, qui captivaient son intérêt intellectuel.
En 1910, il entreprit le pèlerinage à La Mecque, puis visita la zawiya de la Tijâniyya à Fès en 1924, où il reçut les plus hautes autorisations dans la voie tijâne des mains de Sidi Mahmoud Ibn Sidi Mouhamadoul Bachir At-tidjani. Par la suite, il retourna au Sénégal, alors un territoire qui n'avait pas encore obtenu son indépendance. En 1922, il prit la succession de son père El Hadji Abdoulaye Niasse à la tête de la branche Niassène de la Tijaniyya. Sous sa direction, il continua l'éducation et l'initiation de ses jeunes frères, parmi lesquels Cheikh Ibrahim Niass. Cependant, en 1929, ce dernier se déclara médiateur de la grâce promise par le fondateur de la confrérie, Ahmed Tijani. Cette proclamation entraîna une scission au sein de la branche Niassène de la Tijaniyya. La faction dirigée par Mouhammad Niasse conserva alors une orthodoxie limitée à la Sénégambie, tandis que celle de son frère s'étendit à toute l'Afrique de l'Ouest.
Mame Khalifa Niass cultivait de nombreuses relations avec les villages à l’intérieur de la Sénégambie, ainsi qu'avec ses pairs au sein du Sénégal et de nombreuses personnalités mondiales. Il s'attachait particulièrement à maintenir les amitiés établies par son père El Hadj Abdoulaye avec les érudits du Maghreb, ainsi qu'avec les chérifs et dignitaires de la Zawiya Tidjani, notamment Ahmed Skiredj, avec qui il échangea abondamment par correspondance.
Mame Khalifa était réputé pour sa "wilaya", ses prières étant réputées pour être toujours exaucées. De nombreux hommes politiques sollicitaient sa bénédiction, parmi lesquels Sékou Touré, Mamadou Dia, particulièrement en raison de l'amitié entre ce dernier et son fils aîné, El Hadj Abdoulaye. On peut également citer Modibo Keïta, Horma Ould Babana, député de Mauritanie, Félix Houphouët Boigny, maître Lamine Guèye, Djim Momar Guèye, Abass Guèye, ainsi que l’ancien maire de la commune de Kaolack et fondateur du BDS, Ibrahima Seydou Ndaw, et Léopold Sédar Senghor, premier Président de la république du Sénégal.
Il décéda le dimanche 1er mars 1959 et fut inhumé auprès de son père dans la zaouia sacrée de Leona Niassène, située à Kaolack, un quartier populaire. 
Sa lignée perpétue l'héritage familial, comptant parmi ses membres des personnalités influentes au Sénégal telles que Elhadji Omar Khalifa Niasse, Elhadji Ibrahima Khalifa Niasse, Ahmed Khalifa Niasse, homme politique et homme d'affaires sénégalais, ainsi que Sidy Lamine Niasse, intellectuel, journaliste, guide religieux et figure des médias, et Serigne Mouhamad al Hady Niasse, guide religieux éminent au Sénégal.
cependant des faits importants sont à noter dans la vie de cet illustre homme
En voulant faire le pèlerinage à la Mecque, son père le laissa à la zawiya de Ahmed Tijani  jusqu'à son retour pour qu'ensemble, ils rentrèrent au Sénégal

## Son œuvre
Ce corpus littéraire comprend une série d'environ quinze ouvrages rédigés en langue arabe, principalement dédiés aux louanges du Prophète de l’Islam ou du Ahmed Tijani. Parmi ces écrits, un ouvrage particulièrement notable publié en 1930 est intitulé Al-juyush al-tulla' bi muhrafat al-quta' lia Ibn Mayaba akhi al-tanattu' (« Les armées d'avant-garde aux sabres tranchants à l'assaut de Ibn Mayaba l'arrogant »). Ce livre constitue une réponse directe à une critique de la Tijaniyya formulée dans un traité rédigé par Muhammad Khidr Ibn Mayaba. Il illustre les controverses sur l'orthodoxie religieuse rencontrées dans le Sahara occidental et en Afrique subsaharienne, opposant les différentes confréries soufies aux critiques des savants salafistes de cette époque.
Mouhamad Niasse initia précocement sa carrière littéraire par une production abondante de poèmes exceptionnels qui se démarquaient par leur qualité remarquable. Plus tard, il acquit le surnom de "plume d’or" en raison de la haute qualité, de l'éloquence et de la maîtrise manifestées dans ses écrits, tant sur le plan du contenu que du registre de langue employé. Il était perçu par ses contemporains comme une véritable encyclopédie ambulante des sciences islamiques et des sciences humaines. Figure éminente parmi les écrivains sénégalais de langue arabe, il se distingue par sa prolifique contribution littéraire.   
Il fut un écrivain prolifique et produisit un nombre important d’ouvrages en vers et en prose notamment :
- Khatimat al-durar ‘ala uqud al-jawhar fi madh seydil bashar (« La dernière perle du collier précieux en éloge au maitre des humains ») 5 095 vers ;
- Al kibritil al-akhmar fi madh al qutb al akbar (« Le soufre rouge dans les louanges du plus grand pôle ») 3 246 vers ;
- Al-juyush at tulla’ bi murfahat al-qutta ila Ibn Mayaba akhi al-tanattu (« Les armées d’avant-garde aux sabres tranchants à l’assaut de Ibn Mayaba l’arrogant ») ;
- Mir’atou si’fa fi siraati Nabihil Mustafa (« Miroir de la pureté »).